# Suzan Kahramaner
Suzan Kahramaner (Estambul, 21 de mayo de 1913 - 22 de febrero de 2006) fue una matemática turca. Fue la primera mujer turca profesora de matemáticas.[cita requerida]

## Trayectoria
Kahramaner nació en 1913 en el distrito de Üsküdar de Estambul, hija del cirujano Rifki Osman Bey y su esposa Müzeyyen Hanım. Asistió a la escuela primaria Moda Nümune Inas entre 1919 y 1924 y luego al Liceo Notre Dame de Sion de Estambul hasta 1934.
Tras las reformas educativas, estudió en la recién fundada Universidad de Estambul a partir de 1934. Kahramaner estudió allí en el Departamento de Matemáticas y Astronomía. En aquella época, muchos académicos de renombre que habían huido de Europa impartían clases en la universidad, incluidos numerosos académicos alemanes. En sus estudios universitarios asistió a conferencias de Ali Yar, Kerim Erim, Richard von Mises, Hilda Geiringer y William Prager. Terminó con éxito sus estudios en 1939 y trabajó en proyectos científicos en el campo de la física en 1939/40.
En 1940, comenzó a trabajar como profesora de matemáticas en el instituto femenino de Çamlıca. En 1943 se trasladó a la Universidad de Estambul y trabajó allí como tutora de cursos de cálculo en el departamento de matemáticas. En 1943, comenzó su tesis doctoral sobre Problemas de Coeficientes en la Teoría de las Funciones Complejas bajo su director de doctorado Kerim Erim. Tras completar su doctorado, continuó trabajando en la universidad como una de las primeras mujeres matemáticas de Turquía en recibir un doctorado.
Con el trabajo Sur l'argument des fonctions univalentes (Sobre el argumento de las funciones univalentes), se convirtió en investigadora asociada ("profesora asistente"). En enero de 1957, se unió al matemático finés Rolf Nevanlinna en la Universidad de Helsinki para investigar la teoría de las funciones. También participó en el Congreso Escandinavo de Matemáticos, Coloquio Internacional sobre Teorías de las Funciones, que tuvo lugar en agosto del mismo año.
En noviembre de 1957, fue a Zúrich para continuar su investigación científica con Nevanlinna, que entonces enseñaba en la Universidad de Zúrich. En agosto del año siguiente asistió al Congreso Internacional de Matemáticos en Edimburgo, organizado por la Unión Matemática Internacional.
Regresó a la Universidad de Estambul a finales de 1958. En otoño de 1959, ganó una beca de la OTAN, que había recibido por recomendación de Nevanlinna. Por ello, en 1959/60 volvió a trabajar en Zúrich. A continuación, trabajó durante un mes en la Universidad de Stanford y, desde septiembre de 1960, en la Universidad de Helsinki. A finales de octubre de 1960, retomó su trabajo en la Universidad de Estambul. En agosto de 1962, volvió a participar en el Congreso Internacional de Matemáticos de Estocolmo. Ese año también investigó en Helsinki y Zúrich.
En agosto de 1966, fue invitada al II Coloquio Rolf Nevanlinna. Ese mismo mes también fue invitada al Congreso Internacional de Matemáticos de Moscú. A continuación, trabajó en su habilitación con el tema Sur les singularités d'une application différentiable en Helsinki en otoño. Esta fue aceptada en 1968 y ese mismo año Suzan Kahramaner fue nombrada profesora titular.

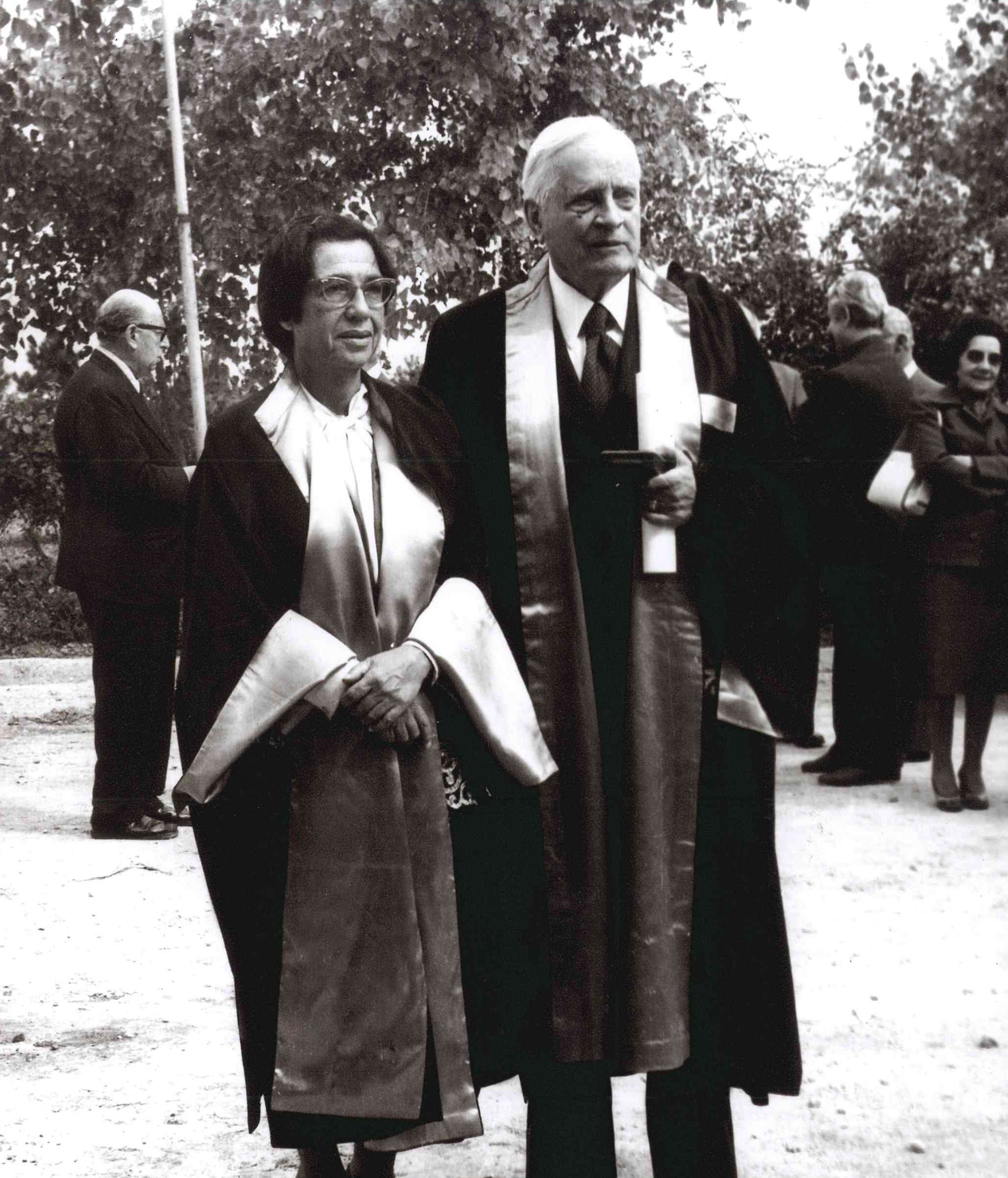
Suzan Kahramaner y Rolf Nevanlinna.

Kahramaner también participó en la fundación de la Asociación de Matemáticos de los Balcanes, que incluía a Turquía, Rumania, Yugoslavia y Bulgaria.
En 1976 participó en el Simposio Internacional sobre Teoría de Funciones y recibió la Medalla de la Universidad de Jyväskylä. Durante estos años participó repetidamente en los congresos de la Unión de Matemáticos y la Asociación de Matemáticos de los Balcanes. En 1978/79 fue Directora del Departamento de Matemáticas de la Universidad de Estambul.
En 1983, Suzan Kahramaner se convirtió en profesora emérita, pero continuó sus investigaciones y volvió a participar en el Coloquio Rolf Nevanlinna de Leningrado en agosto de 1987.

## Vida privada
El hijo de Suzan Kahramaner, Rifki Kahramaner, y su nuera, Yasemin Kahramaner, también son profesores de matemáticas.

## Publicaciones
Kahramaner hablaba inglés, francés, alemán y árabe y también publicó en estos idiomas:
- Sur les fonctions analytiques qui prénnent la meme valeur ou des valeurs données en deux points donnés (ou en m points donnés). In: Revue de la faculté des sciences de l'université d'Istanbul, Série A, Vol. 20, 1955
- mit Nazim Terzioglu: Ein Verzerrungssatz des Argumentes der schlichten Funktionen. In: Revue de la faculté des sciences de l'université d'Istanbul, Série A, Vol. 20, 1955.
- mit Nazim Terzioglu: Über das Argument der analytischen Funktionen. In: Revue de la faculté des sciences de l'université d'Istanbul, Série A, Vol. 21, 1956.
- Sur le comportement d'une représentation presque-conforme dans le voisinage d'un point singulier. In: Revue de la faculté des sciences de l'université d'Istanbul, Série A, Vol. 22, 1957.
- Sur les applications différentiables du plan complexe. In: Revue de la faculté des sciences de l'université d'Istanbul, Série A, Vol. 26, 1961
- Sur les coefficients des fonctions univalents. In: Revue de la faculté des sciences de l'université d'Istanbul, Série A, Vol. 28, 1962.
- Modern Mathematical Methods and Models Volume I: Multicomponent Methods (A Book of Experimental Text Materials). Malloy Inc., Ann Arbor, Michigan, 1958.
- Sur l'argument des fonctions univalentes. In: Revue de la faculté des sciences de l'université d'Istanbul, Série A, Vol. 32, 1967.

## Reconocimientos
Kahramaner recibió la Medalla de la Universidad de Jyväskylä. En 2013, se celebró el Simposio Internacional sobre Teoría de las Funciones Geométricas y sus Aplicaciones en honor al centenario de Kahramaner en la Işık Üniversitesi.